# Краљевски двор
Краљевски двор налази се са Белим двором у оквиру дворског комплекса на највишем брежуљку Дедиња, на имању површине 135 хектара. У оквиру дворског комплекса, непосредно поред Краљевог двора, налази се Краљевска капела Светог апостола Андреја Првозваног, која је са Краљевим двором повезана колонадом стубова.
Краљевски двор саграђен је личним средствима краља Александра I. Градња је започета 1924. а завршена је 1929. Сама зграда двора је грађена у српско-византијском стилу, а фасада је обложена белим брачким мермером.
У приземљу се налазе : библиотека, краљев кабинет, златни салон, велика трпезарија и свечани хол, сви опремљени у ренесансном стилу, и плави салон опремљен у барокном стилу. У златном салону, чија је касетирана дрвена таваница обложена листићима злата, чува се слика „Света породица” Јакопа Палме Старијег, а у плавом салону се налази слика „Венера и Адонис” Николе Пусена.
На првом спрату налазе се приватне просторије у којима данас живи породица принца Александра.
У сутерену су просторије чији су зидови и таванице раскошно осликани по узору на дворац у московском Кремљу. Ту се налази дворана Душанове женидбе на чијој су таваници осликани мотиви из ове народне песме, а ту су и дворана шапата, мали салон и дворана за пројекције.